# Teranodes otwayensis
Teranodes otwayensis är en spindelart som först beskrevs av Raven 1978.  Teranodes otwayensis ingår i släktet Teranodes och familjen Hexathelidae.
Artens utbredningsområde är Victoria, Australien. Inga underarter finns listade i Catalogue of Life.